# Eva Hidalgo
Eva Hidalgo (* 12. Mai 1976 in Granada) ist eine spanisch-deutsche Künstlerin, die sich schwerpunktmäßig der Malerei und der Illustration von Büchern widmet, mit Sitz in München.

## Leben

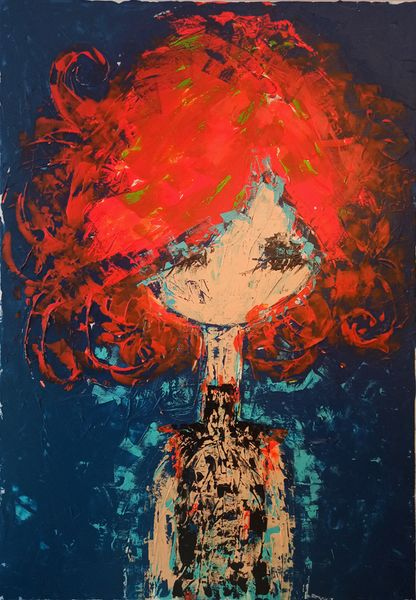
Larousse, Eva Hidalgo, 2021

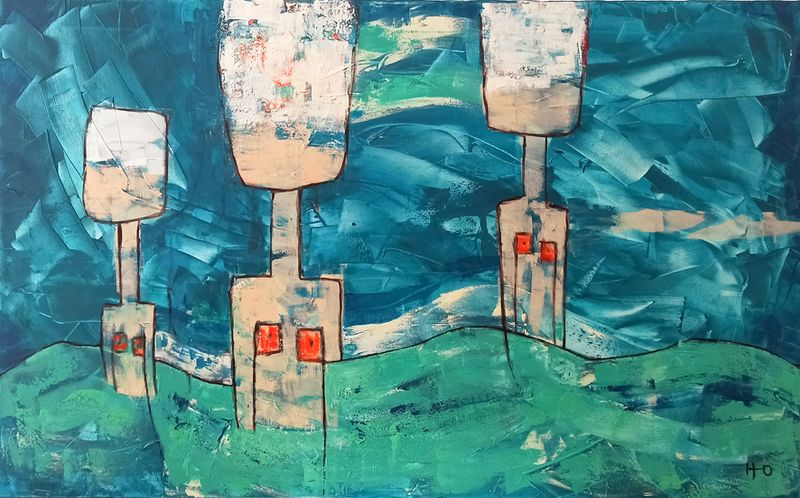
La Ola, Eva Hidalgo, 2022

Hidalgo wuchs in Spanien auf, ihr Studium zur Grafikdesignerin schloss sie an der britischen Universität von Zentrallancashire in Preston ab.
Ihre Bilder werden international ausgestellt.

## Einzelausstellungen (Auswahl)
- 2019: Eva Hidalgo / Freiraum – Ausstellung – München, Deutschland
- 2021:  Solo Exhibition Eva Hidalgo / Thomson Gallery – Zug, Schweiz

## Gruppenausstellungen (Auswahl)
- 2019: Stroke Art Fair / Zentrum München – München, Deutschland
- 2021: Ateneo de Madrid / Ateneo de Madrid – Madrid, Spanien
- 2021: Bernrieder Kunst Spaziergang / Bernried – Stanbergersee, Deutschland
- 2021: Barcelona 1.0 / Valid World Hall – Barcelona, Spanien
- 2021: Buchheim Museum, Bernrieder Kunstausstellung / Buchheim Museum – Bernried, Stanbergersee, Deutschland
- 2022: Venezia Biennale Artbox Expo / Tana Art Space – Venedig, Italien

## Illustrationen (Auswahl)
- 2020: Frederic, der Zahlenprinz, Kinderbuch, Autor: Oliver Sechting,  Riva Verlag, ISBN 978-3-7423-1576-2[3]